# دژ کلیم

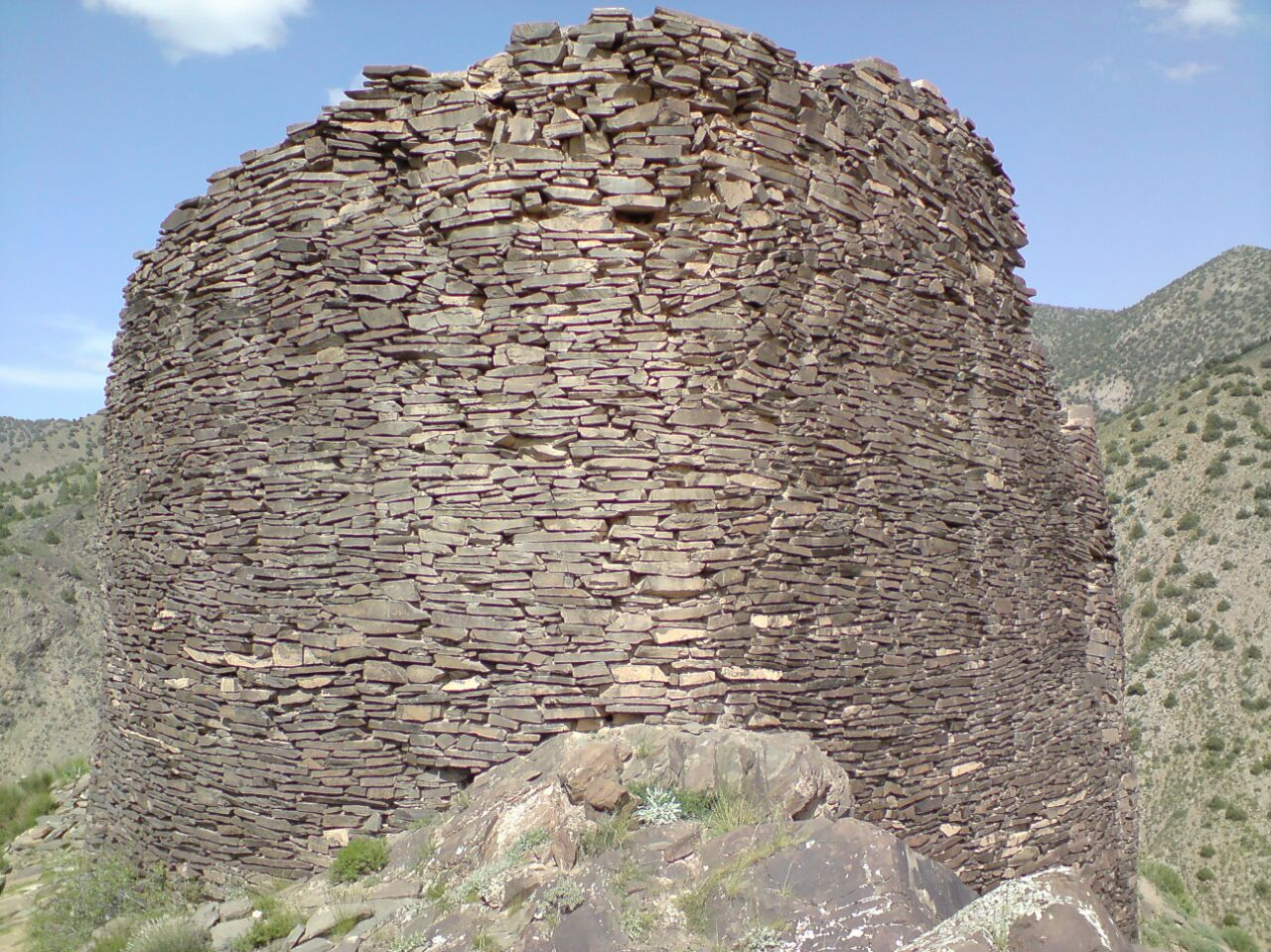

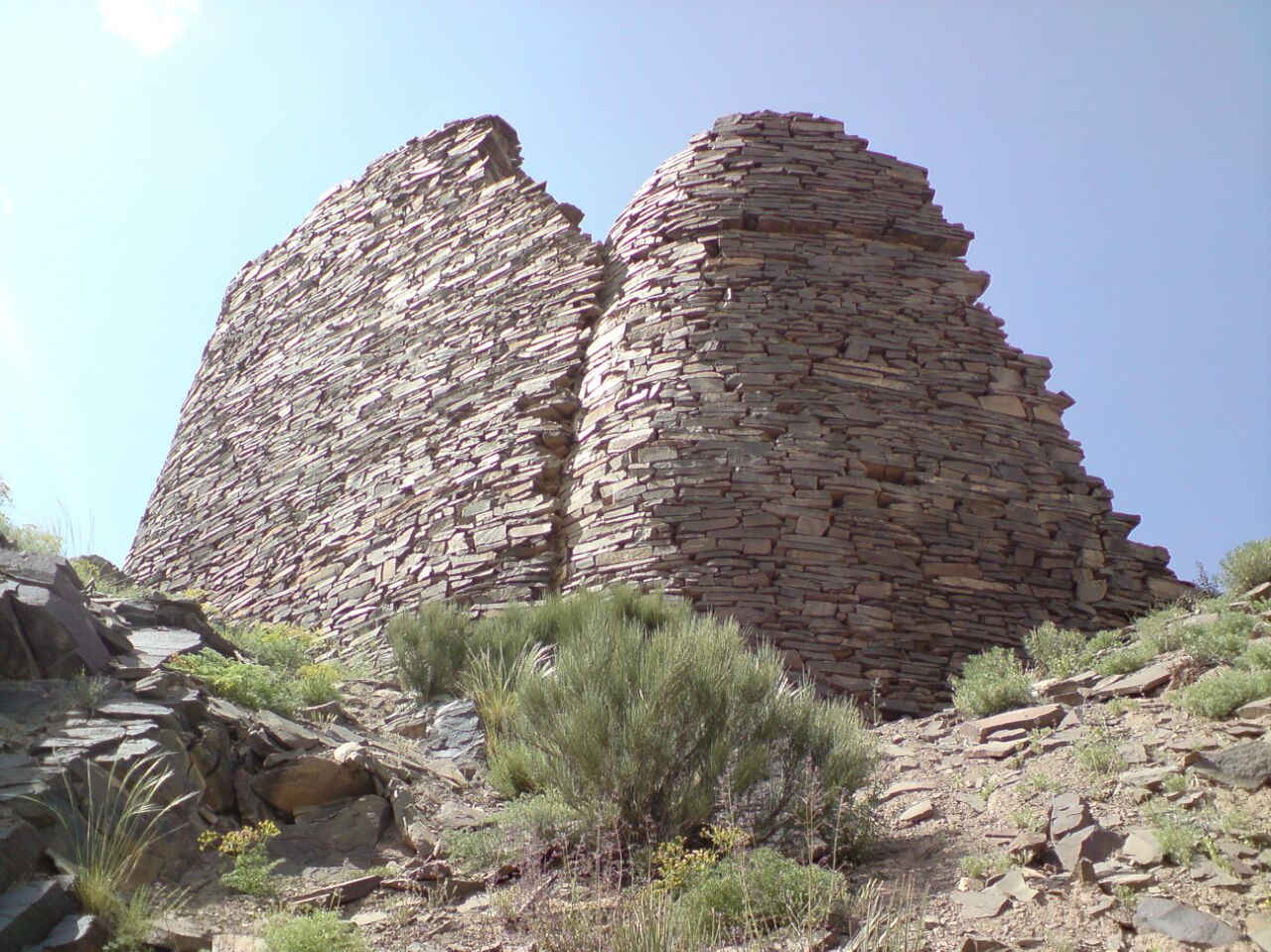

دژ کُلیم یا قلعهٔ کُلیم که نام اصلی‌اش کُلام است در گوشهٔ خاوری روستای کلیم دهستان پشتکوه (مهدی شهر) در شهرستان مهدیشهر واقع شده‌است. این دژ که دیوار مخروطی زیبایی دارد یادگار دورهٔ ساسانیان و از قلاع اسماعیلیان شمرده می‌شود که مانند الموت به دست سلجوقیان سقوط کرد.
به این دژ در مجمع البلدان یاقوت حموی و کامل التواریخ ابن اثیر اشارت رفته‌است.
سنگ‌نوشته: این قلعه قدیم بود بعد از هزار سال امیرابرهیم حسینی عمارت کرد بخط اسماعیل حسینی سنه سبعین ثمانمائه. (هشتصد و هفتاد قمری)
این دژ در دورهٔ باستان احتمالاً پرستشگاه آناهیتا بوده‌است.
دهستان پشتکوه در درازنای تاریخ جزئی از فرمانروایی‌های محلی قارنوندیان، باوندیان، سادات عمادی مازندرانی و… بوده‌است.

## بن‌مایه
- سوادکوه، دودانگه و چهاردانگه مازندران از چشم‌اندازی دیگر - اسدالله عمادی - شلفین